# (5876) 1990 DM2
(5876) 1990 DM2 (1990 DM2, 1978 RK3, 1987 QT2, 1988 VH4) — астероїд головного поясу, відкритий 24 лютого 1990 року.
Тіссеранів параметр щодо Юпітера — 3,334.